# Sâles
Pour les articles homonymes, voir Sâles (homonymie).
Sâles (Châlè  en patois fribourgeois) est une commune suisse du canton de Fribourg, située dans le district de la Gruyère.
Ses habitants sont appelés les Sâlois.

## Géographie
La commune de Sâles mesure 18,79 km2. 6,1 % de cette superficie correspond à des surfaces d'habitat ou d'infrastructure, 72,7 % à des surfaces agricoles, 20,2 % à des surfaces boisées et 1,0 % à des surfaces improductives.
Sâles est limitrophe de Vaulruz, Semsales, La Verrerie, Vuisternens-devant-Romont, Grangettes, Le Châtelard, Marsens et Riaz.

## Histoire
Des possessions de l'hospice du Grand-Saint-Bernard à Sâles sont attestées en 1177 par le pape Alexandre III. Dès la fin du XIIIe siècle, Sâles fait partie de la seigneurie de Vaulruz, devenue bailliage de Fribourg en 1538, puis de 1798 à 1848 du district de Bulle. La paroisse comprend Maules, Romanens et Rueyres-Treyfayes. La collature appartint au Grand-Saint-Bernard, puis au gouvernement (dès 1538) et au chapitre Saint-Nicolas (dès 1603) de Fribourg. En 2001, Sâles absorbe les communes de Maules, Romanens et Rueyres-Treyfayes.

## Démographie
Sâles compte 1 448 habitants au 31 décembre 2022 pour une densité de population de 77 hab/km2. Sur la période 2010-2019, sa population a augmenté de 3,5 % (canton : 15,5 % ; Suisse : 9,4 %).  

## Personnalités
- Abbé Joseph Bovet (compositeur), né le 7 octobre 1879 à Sâles.